# フルムーン・モンド
フルムーン・モンド （FULLMOON MONDO）は、日本のミュージシャン、DJである。大阪府出身。

## 経歴
レゲエDJとして活動を始め、タイ・バンガン島で行われていたフルムーンパーティーとの出会いを経て、トランスDJと、音楽のジャンルを変遷していく。
1996年より、「NEWWORLD」の名前でトランスパーティーのオーガナイズを開始。奈良、淡路島、沖縄、鳥取、長野、大阪、東京、名古屋、札幌、韓国ほか、全国各地でパーティーを開催。野外でのパーティーは「NEWWORLD +地名」、室内でのパーティーは「PSYCHEDELICIOUS（サイケデリシャス）」というタイトルにすることが多い。
所有している巨大なスピーカー群「NEWWORLDサウンドシステム」も全国行脚を共にしていたため、いつしか「旅するサウンドシステム」と呼ばれるようになった。個人が所有しているサウンドシステムとしては異例の巨大さである。
2005年より、「FULLMOON RECORDS」の名前でインディーズ・サイケデリック・CDレーベルを開始。それと同時に自身も楽曲製作活動を「MONDO」名義で開始した。
2010年、DJ活動25周年を記念して「25時間耐久DJ」を実行。同年、ハードコアバンド「MASTERPEACE」の楽曲「NEWWORLD」のREMIXを手掛ける。
2011年、島田角栄監督率いる「PUNK FILM」製作の映画「DESTROY VICIOUS」に「NOISE GUST」との合作「CAR AND RADIO」を提供。同年、「DOMMUNE」にトランスDJとして出場、総視聴者数28,000を記録する。

## ディスコグラフィ

### コンピレーションアルバム
- NEWWORLD 01 （2005年）
- NEWWORLD 02 悪音-KILLER SOUNDS-（2006年）
- NEWWORLD 03 深世界-DEEP WORLD-（2006年）
- FULLMOON HUNTER-（2007年）
- PSYCHEDELIC NAVIGATOR-（2007年）
- WABISAI HARDCORE-（2008年）
- HAPPY MY LIFE-（2009年）